# Priželjc
Priželjc ali timus (latinsko thymus) je primarni limfatični organ, ki se v človeškem telesu nahaja v sprednjem delu prsnega koša, tik za prsnico. Ta žleza je aktivna le do 14. leta, nato pa začne krneti. V mladosti je limfatično tkivo in deluje kot bezgavka, hkrati pa spodbuja tudi delovanje ostalih bezgavk v telesu. V njem zorijo limfociti T. Izloča številne rastne faktorje in hormone, ki sodelujejo pri imunskem odzivu. Njegova glavna naloga je, da izloča timusni hormon (timozin), ki zavira spolni razvoj.
Sestavljata ga limfatično tkivo in epitelijske celice. Gradijo ga vezivna ovojnica, temno obarvana skorja, kjer se nahajajo limfociti T, in svetlejša sredica z več epitelijskimi celicami Hassalovih telesc.